# 13. říjen
13. říjen je 286. den roku podle gregoriánského kalendáře (287. v přestupném roce). Do konce roku zbývá 79 dní.

## Události

### Česko
- 1601 – Během svého pražského pobytu povečeřel dánský astronom Tycho Brahe u Petra Voka v paláci na Hradčanském náměstí, za necelé 2 týdny zemřel.
- 1754 – V Praze se konal první tah právě založené státní loterie
- 1781 – Císař Josef II. vydává tzv. Toleranční patent – vyhlašuje neomezenou náboženskou svobodu.
- 1870 – Desetiletý Gustav Mahler vystupuje v Jihlavě na svém prvním klavírním koncertě
- 1903 – V Bohumíně byl zahájen provoz parní tramvaje, při této příležitosti byl ukončen provoz koňské tramvaje
- 1929 – První rozhlasové vysílání z dostihů Velké Pardubické
- 1932 – Premiéra druhého filmu Voskovce a Wericha Peníze nebo život opět v režii Jindřicha Honzla
- 1933 – Premiéra hry Voskovce a Wericha Osel a stín v Osvobozeném divadle
- 1939
  - Premiéra českého filmu Svátek věřitelů s Jaroslavem Marvanem v hlavní roli
  - Premiéra českého filmu Jiný vzduch režiséra Martina Friče
- 1990
  - Předsedou Komunistické strany Čech a Moravy byl zvolen filmový režisér Jiří Svoboda
  - Na sněmu Občanského fóra byl tajným hlasováním zvolen předsedou Václav Klaus. Dostal 115 hlasů, protikandidát Martin Palouš jen 52
- 1999 – Evropská komise opět po roce kritizovala Českou republiku: ve své zprávě za rok 1999 uvedla, že příprava ČR na přijetí do Evropské unie probíhá pomalu.

### Svět
- 0054 – Římský císař Claudius byl smrtelně otráven svojí manželkou Agrippinou. Její 17letý syn Nero se stal novým římským císařem.
- 0106 – Císař Traianus dobyl barbarské království Dáků (dnešní Rumunsko) a připojil je k Římské říši jako provincii Dácie
- 0409 – Vandalové a Alani překročili Pyreneje a vtáhli do Hispánie (Španělsko)
- 1213 – Biskup z Liege Hugh Pierrepont a Luis II., hrabě z Lovaně porazili v bitvě u Steppes brabantského vévodu Jindřicha I.
- 1307 – Tisíce členů Řádu templářů byly na příkaz francouzského krále Filipa IV. Sličného uvrženo do vězení. Označil Templáře za kacíře, uvěznil představitele řádu a začal s konfiskací jejich obrovského majetku.
- 1399 – Korunovace Jindřicha IV. anglickým králem ve Westminsterském opatství
- 1552 – Ivan IV. Hrozný dobyl Kazaň, počátek expanze moskevské Rusi.
- 1792 – Ve Washingtonu byl položen základní kámen Bílého domu.
- 1809 – V Schönbrunnu u Vídně byl v předvečer podepsání míru s Rakouskem zmařen pokus o atentát studenta teologie Friedricha Stapse na císaře Napoleona I.
- 1917 – Ve Fátimě se odehrál „sluneční zázrak“.
- 1933 – Zemské sněmy obou meklenburských zemí se, pod nacistickým tlakem, usnesly na sjednocení obou zemí ke dni 1. ledna 1934.
- 1965 – Londýnská kapela The Who nahrála nejznámější píseň My Generation.
- 1972 – Ztroskotání letu (směřující z uruguayského Montevidea do chilského Santiaga) v argentinských Andách. Na palubě cestoval uruguayský rugbyový tým. Z celkem 45 lidí nepřežilo 29 včetně posádky. Toto bílé peklo trvalo pro 16 přeživších 72 dní.

## Narození

### Česko

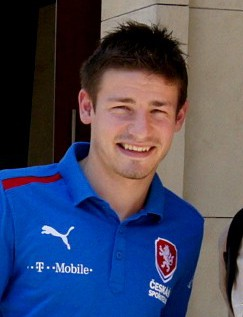
Václav Pilař (* 1988)

- 1806 – Peter Wucherer, rakouský a český státní úředník a politik († 17. března 1877)
- 1837 – Rudolf Mayer, básník († 12. srpna 1865)
- 1838 – Ludwig Schlesinger, rakouský a český historik a politik († 24. prosince 1899)
- 1850 – Theodor Altschul, pražský německý lékař-hygienik († 6. října 1918)
- 1863 – Josef Merhaut, spisovatel († 5. září 1907)
- 1868 – Anton Dietl, československý politik německé národnosti († 5. května 1945)
- 1875 – Eduard Kavan, československý politik († 30. července 1935)
- 1876 – Karel Sezima, český spisovatel († 14. prosince 1949)
- 1878 – Zdeněk Gintl, knihovník, překladatel a spisovatel († 25. dubna 1936)
- 1880 – Jozef Galovič, československý politik slovenské národnosti († ?)
- 1892 – Štefan Fencik, ministr autonomní vlády Podkarpatská Rusi († 1945)
- 1905 – Bohumír Cyril Petr, varhaník, hudební skladatel, hudební vědec, defektolog, topograf a historik († 16. července 1976)
- 1908 – Jan Foltys, československý mezinárodní šachový mistr († 11. března 1952)
- 1922 – Alexej Fried, hudební skladatel a dirigent († 19. června 2011)
- 1924 – Dušan Tomášek, novinář, publicista a spisovatel literatury faktu († 9. listopadu 2016)
- 1932 – Jiří Kovařík, akademický malíř († 27. října 1994)
- 1935 – Antonín Přidal, překladatel, spisovatel, publicista († 7. února 2017)
- 1937 – Josef Havel, spisovatel († 1. září 2023)
- 1953 – Libor Havlíček, český hokejista
- 1954 – Bohumír Prokůpek, český fotograf († 19. listopadu 2008)
- 1955 – Václav Upír Krejčí, bavič, herec, zpěvák, scenárista, režisér a spisovatel
- 1956 – Mirka Spáčilová, filmová a televizní kritička
- 1958 – Jaroslav Achab Haidler, herec, překladatel, fotograf
- 1959 – Milan Nytra, zpěvák a klávesista
- 1978 – Jan Šimák, fotbalový záložník
- 1988 – Václav Pilař, fotbalista
- 2000 – Tomáš Macháč, tenista

### Svět

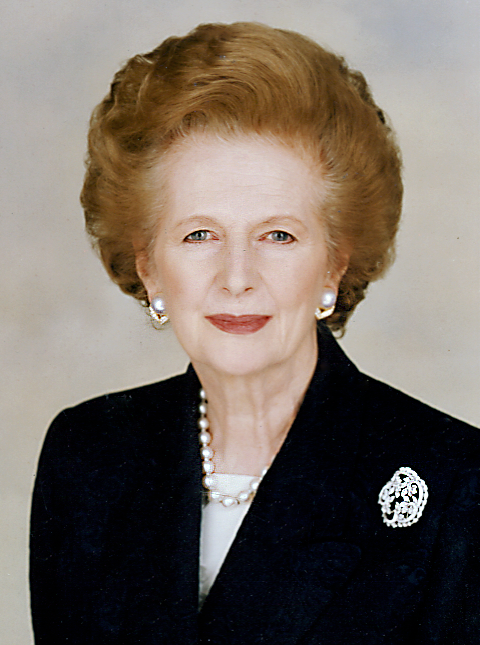
Margaret Thatcherová (* 1925)

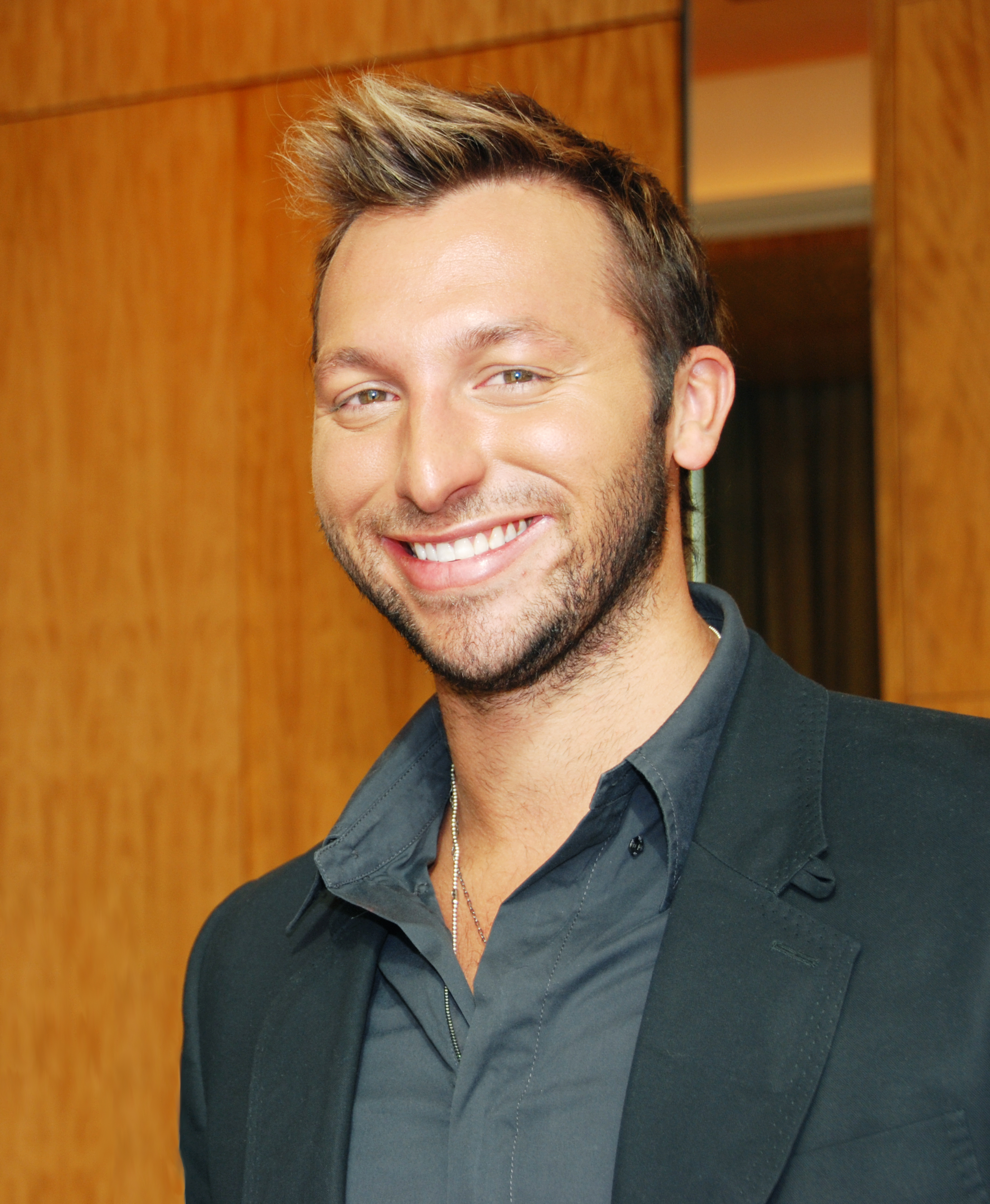
Ian Thorpe (* 1982)

- 1162 – Eleonora Anglická, kastilská královna, manželka Alfonse VIII. († 31. října 1214)
- 1453 – Eduard z Walesu, anglický korunní princ († 1471)
- 1499 – Klaudie Francouzská, francouzská královna jako manželka Františka I. a vládnoucí bretaňská vévodkyně († 1524)
- 1613 – Luisa de Guzmán, manželka portugalského krále Jana IV. († 27. února 1666)
- 1648 – Františka Magdaléna Orleánská, francouzská princezna, savojská vévodkyně († 14. ledna 1664)
- 1680 – Kateřina Opalinská, polská královna a litevská velkokněžna, lotrinská vévodkyně jako manželka Stanislava I. Leszczyńskeho († 1747)
- 1687 – Giorgio Massari, benátský architekt († 20. prosince 1766)
- 1747 – Ange-François Fariau de Saint-Ange, francouzský básník a překladatel († 8. prosince 1810)
- 1813 – Imrich Henszlmann, uherský architekt († 5. prosince 1888)
- 1824 – Carl Gustaf Thomson, švédský entomolog († 20. září 1899)
- 1825 – Charles Frederick Worth, pařížský módní návrhář († 10. března 1895)
- 1838 – Eduardo Abaroa, bolivijský národní hrdina († 23. března 1879)
- 1862
  - John Rogers Commons, americký ekonom († 11. května 1945)
  - Mary Kingsley, anglická spisovatelka († 3. června 1900)
- 1871 – Paul Federn, americký psycholog a psychoanalytik († 4. května 1950)
- 1876 – Ivande Kaija, lotyšská spisovatelka, publicistka a feministka († 2. ledna 1942)
- 1886 – Georgij Petrovič Fedotov, ruský náboženský myslitel, filosof a historik († 1. září 1951)
- 1887 – Jozef Tiso, katolický kněz a prezident válečné Slovenské republiky († 18. dubna 1947 popraven)
- 1888 – Konstantinos Tsiklitiras, řecký olympijský vítěz ve skoku do dálky z místa († 10. února 1913)
- 1893 – Kurt Reidemeister, německý matematik († 8. července 1971)
- 1895 – Carl Westergren, švédský zápasník, olympijský vítěz († 5. srpna 1958)
- 1903 – Takidži Kobajaši, japonský spisovatel († 20. února 1933)
- 1909 – Art Tatum, americký klavírista († 5. listopadu 1956)
- 1919 – Hans Hermann Groër, rakouský kardinál a vídeňský arcibiskup († 24. března 2003)
- 1920 – Albert Hague, německý skladatel a textař († 12. listopadu 2001)
- 1921 – Yves Montand, francouzský herec († 9. listopadu 1991)
- 1924 – Terry Gibbs, americký vibrafonista
- 1925
  - Lenny Bruce, americký satirik († 3. srpna 1966)
  - Margaret Thatcherová, britská premiérka († 8. dubna 2013)
- 1926
  - Ray Brown, americký jazzový kontrabasista († 2002)
  - Martin Ťapák, slovenský režisér, herec, tanečník a choreograf († 1. února 2015)
  - Tommy Whittle, skotský saxofonista († 13. října 2013)
- 1927
  - Lee Konitz, americký jazzový altsaxofonista a skladatel († 15. dubna 2020)
  - Turgut Özal, prezident Turecké republiky († 17. dubna 1993)
- 1931
  - Dritëro Agolli, albánský spisovatel a novinář († 3. února 2017)
  - Raymond Kopa, francouzský fotbalový záložník († 3. března 2017)
- 1932
  - Dušan Makavejev, srbský filmový režisér († 25. ledna 2019)
  - John Griggs Thompson, americký matematik
- 1934 – Nana Mouskouri, řecká zpěvačka
- 1940
  - Chris Farlowe, anglický rockový, bluesový a soulový zpěvák
  - Pharoah Sanders, americký saxofonista († 24. září 2022)
- 1941
  - Robert Hunter, kanadský novinář a spoluzakladatel organizace Greenpeace († 2. května 2005)
  - Paul Simon, americký hudebník (duo Simon and Garfunkel)
- 1942 – Gordon White, britský politolog a sinolog († 1. dubna 1998)
- 1943 – Peter Sauber, švýcarský majitel týmu formule 1
- 1947
  - Sammy Hagar, americký hudebník (Van Halen)
  - Alan Wakeman, britský saxofonista
- 1948 – Nusrat Fateh Ali Khan, pákistánský hudebník († 16. srpna 1997)
- 1949 – Aldona Česaitytė-Nenėnienė, sovětská házenkářka († 3. dubna 1999)
- 1950
  - Simon Nicol, britský kytarista a zpěvák
  - Annegret Richterová, německá sprinterka, čtyřnásobná olympijská medailistka
- 1952
  - Michael Richard Clifford, americký astronaut († 28. prosince 2021)
  - Henry Padovani, korsický hudebník
- 1953 – Mordechaj Vanunu, izraelský jaderný technik
- 1957 – Lincoln Child, americký spisovatel
- 1962 – Kelly Prestonová, americká herečka († 12. července 2020)
- 1967
  - Javier Sotomayor, kubánský atlet
  - Kate Walsh, americká herečka
  - Aimon Savojsko-Aostský, italský šlechtic, člen italského královského rodu Savojských a podnikatel
- 1968 – Irina Chudoroškinová, ruská atletka, koulařka
- 1969 – Nancy Kerriganová, americká krasobruslařka
- 1970 – Dušan Cinkota, slovenský herec
- 1971 – Sacha Baron Cohen, anglický herec
- 1977 – Antonio Di Natale, italský fotbalista
- 1979 – Wes Brown, anglický fotbalista
- 1982 – Ian Thorpe, australský plavec
- 1985 – Andrej Meszároš, slovenský hokejista
- 1995 – Pak Či-min (Park Jimin), zpěvák/vokalista korejské skupiny BTS
- 1996 – Joshua Wong, hongkongský aktivista

## Úmrtí

### Česko

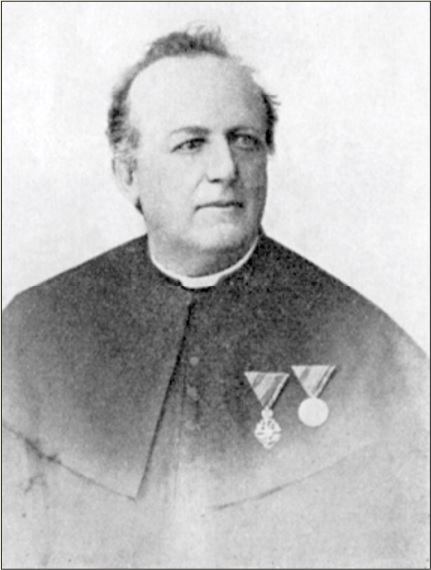
Antonín Vojáček († 1904; děkan a měšťan)

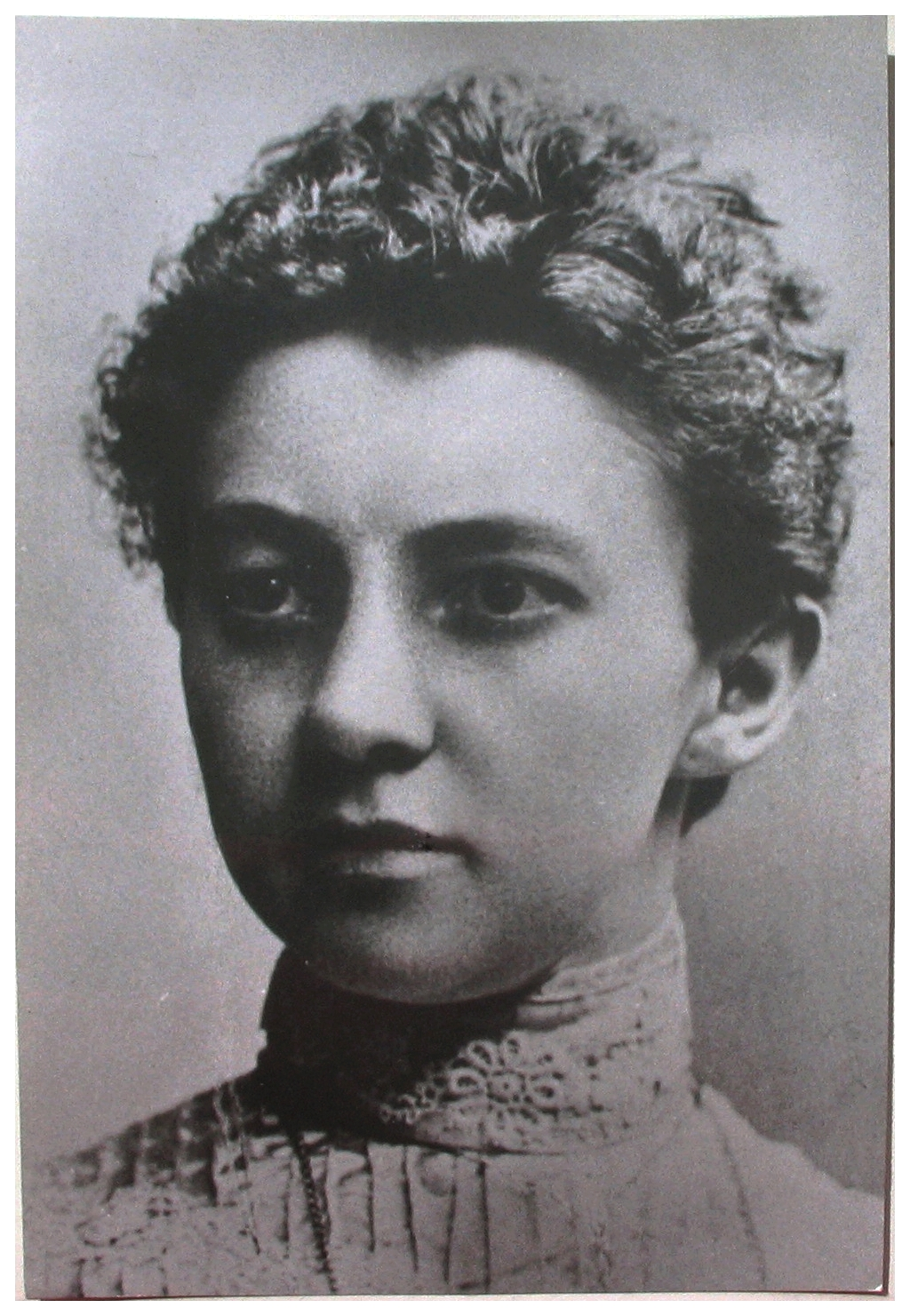
Anna Honzáková († 1940; lékařka)

- 1623 – Martin Špetle z Třibřich a Ostřešan, český diplomat (* 19. července 1544)
- 1675 – Maxmilián Rudolf Schleinitz, první litoměřický biskup (* 1605)
- 1777 – Dismas Hataš, houslista a klasicistní hudební skladatel (* 1. prosince 1724)
- 1855 – Gottfried Rieger, skladatel německé národnosti (* 1. května 1764)
- 1871 – Jakub Kryštof Rad, vynálezce kostkového cukru (* 25. března 1799)
- 1904 – Antonín Vojáček, katolický děkan a příbramský měšťan (* 6. října 1833)
- 1915 – Josef Soukup, autor soupisů památek Pelhřimovska a Písecka (* 25. července 1854)
- 1923 – Jan Vincenc Diviš, cukrovarník, starosta, spisovatel (* 6. dubna 1848)
- 1940 – Anna Honzáková, první promovaná doktorka medicíny na české lékařské fakultě v Praze (* 16. listopadu 1875)
- 1941 – František Bílek, sochař (* 6. listopadu 1872)
- 1943 – Jožka Baťa, zlínský patriot, výtvarník, spisovatel a sběratel (* 27. září 1903)
- 1950 – František Švantner, slovenský spisovatel (* 29. ledna 1912)
- 1961
  - František Matoušek, malíř (* 12. května 1901)
  - Gracian Černušák, zpěvák, sbormistr a hudební historik a publicista (* 19. prosince 1882)
- 1970 – Fanda Mrázek, herec, komik (* 22. srpna 1903)
- 1983
  - Jaroslav Grus, malíř (* 13. srpna 1891)
  - Vladimír Šmilauer, jazykovědec (* 5. prosince 1895)
- 1984 – Josef Suchý, československý fotbalový reprezentant (* 16. listopadu 1905)
- 1989 – Václav Brabec-Baron, československý fotbalový reprezentant (* 19. prosince 1906)
- 1994 – Jiří Hájek, marxistický literární kritik (* 17. července 1919)
- 1999 – Jan Černý Klatovský, malíř (* 16. května 1919)
- 2000 – František Štěpánek, divadelní režisér (* 29. května 1922)
- 2008 – Pavel Radoměrský, numismatik a archeolog (* 23. listopadu 1926)
- 2010 – Jiří Křižan, scenárista (* 26. října 1941)
- 2024 – Věra Plívová-Šimková, filmová režisérka (* 29. května 1934)

### Svět

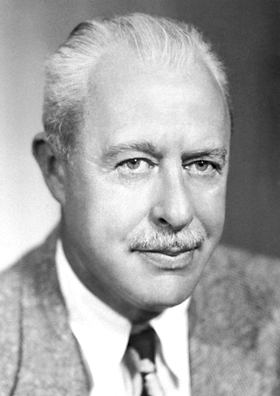
Walter Houser Brattain († 1987)

- 0054 – Claudius, římský císař (* 1. srpna 10 př. n. l.)
- 64 až 67 – Šimon Petr, jeden z dvanácti původních apoštolů, je považován za prvního papeže (* 2 – 4?)
- 1131 – Filip Francouzský, francouzský spolukrál (* 29. srpna 1116)
- 1173 – Petronila Aragonská, královna a spoluvládkyně Aragonie († 1136)
- 1282 – Ničiren, buddhistický mnich (* 16. ledna 1222)
- 1359 – Ivan II. Ivanovič, kníže moskevský a veliký kníže vladimirský z dynastie Rurikovců (* 30. března 1326)
- 1394 – Jan z Moravy, biskup litomyšlský a olomoucký, patriarcha aquilejský (* kolem 1345)
- 1541 – Štefan Verbőci, zemský soudce a uherský palatin (* 1458)
- 1605 – Theodor Beza, francouzský reformační teolog (* 24. června 1519)
- 1687 – Geminiano Montanari, italský astronom (* 1. června 1633)
- 1694 – Samuel von Pufendorf, německý právní teoretik, politický filozof, ekonom a historik (* 8. ledna 1632)
- 1715 – Nicolas Malebranche, francouzský filosof (* 6. srpna 1638)
- 1723 – Praskovja Fjodorovna Saltykovová, ruská carevna, manželka Ivana V. (* 12. října 1664)
- 1812 – Isaac Brock, britský vojevůdce a kanadský národní hrdina (* 6. října 1769)
- 1815 – Joachim Murat, maršál Francie, král obojí Sicílie (25. března 1767)
- 1819 – Georg Magnus Sprengtporten, švédský, finský a ruský politik (* 16. prosince 1740)
- 1822 – Antonio Canova, italský sochař, představitel klasicismu (* 1. listopadu 1757)
- 1825 – Maxmilián I. Josef Bavorský, bavorský kurfiřt a první bavorský král (* 27. května 1756)
- 1828 – Vincenzo Monti, italský básník (* 19. února 1754)
- 1842 – Wilhelm Gesenius, německý orientalista (* 3. února 1786)
- 1863 – Philippe-Antoine d'Ornano, francouzský generál (* 17. ledna 1784)
- 1869 – Charles Augustin Sainte-Beuve, francouzský spisovatel (* 23. prosince 1804)
- 1871 – Jakub Kryštof Rad, rakouský cukrovarník, vynálezce kostkového cukru (* 25. března 1799)
- 1895 – Émile Louis Ragonot, francouzský entomolog (* 12. října 1843)
- 1899 – Aristide Cavaillé-Coll, francouzský varhanář (* 4. února 1811)
- 1875 – Leopold Löw, maďarský rabín (* 22. května 1811)
- 1882 – Arthur de Gobineau, francouzský spisovatel (* 14. července 1816)
- 1900 – Otto Staudinger, německý entomolog (* 2. května 1830)
- 1909 – Francisco Ferrer, katalánský volnomyšlenkář a anarchista (* 10. ledna 1859)
- 1927 – Jindřich XXIV. z Reussu, poslední kníže starší linie Reussů (* 20. března 1878)
- 1928 – Marie Sofie Dánská, ruská carevna jako manželka Alexandra III. (* 26. listopadu 1847)
- 1934 – Gertrude Käsebierová, americká fotografka (* 18. května 1852)
- 1937 – Kazimierz Nowak, polský cestovatel a fotograf (* 11. ledna 1897)
- 1939 – Ford Sterling, americký herec a režisér (* 3. listopadu 1883)
- 1945 – Milton S. Hershey, americký čokoládový magnát (The Hershey Company) (* 13. září 1857)
- 1950 – František Švantner, slovenský prozaik (* 29. ledna 1912)
- 1954 – Nicolae Petrescu, rumunský filosof, sociolog a sociální antropolog (* 25. června 1886)
- 1957 – Erich Auerbach, německý filolog a literární kritik (* 9. listopadu 1892)
- 1961 – Maya Deren, americká filmová režisérka, choreografka, tanečnice, spisovatelka a fotografka (* 29. dubna 1917)
- 1965 – Paul Hermann Müller, švýcarský chemik (* 12. ledna 1899)
- 1967 – Dobrivoje Božić, srbský inženýr a vynálezce (* 23. prosince 1885)
- 1974 – Ed Sullivan, americká televizní osobnost (Show Eda Sullivana) (* 28. září 1901)
- 1981 – Philippe Étancelin, francouzský automobilový závodník (* 2. prosince 1896)
- 1987 – Walter Houser Brattain, americký fyzik, nositel Nobelovy ceny (* 10. února 1902)
- 1989
  - Cesare Zavattini, italský scenárista (* 20. září 1902)
  - Merab Kostava, gruzínský disident, básník a hudebník (* 26. května 1939)
- 1990 – Lê Ðức Thọ, vietnamský revolucionář, Nobelova cena za mír 1973 (* 14. října 1911)
- 2000 – Gus Hall, předseda Komunistické strany Spojených států amerických (* 8. října 1910)
- 2002 – Stephen Ambrose, americký historik a spisovatel (* 10. ledna 1936)
- 2003 – Bertram Brockhouse, kanadský fyzik, Nobelova cena za fyziku 1994 (* 15. července 1918)
- 2006 – Dino Monduzzi, italský kardinál (* 2. dubna 1922)
- 2008
  - Guillaume Depardieu, francouzský herec (* 7. dubna 1971)
  - Alexej Čerepanov, ruský hokejista (* 15. ledna 1989)
  - Antonio José González Zumárraga, ekvádorský kardinál (* 18. března 1925)
  - Studs Terkel, americký historik (* 16. května 1912)
- 2009 – Al Martino, americký zpěvák a herec italského původu (* 7. října 1927)
- 2010 – General Johnson, americký rhythm and bluesový hudebník, skladatel (* 23. května 1941)
- 2013 – Tommy Whittle, britský saxofonista (* 13. října 1926)
- 2016
  - Pchúmipchon Adunjadét, thajský král (* 5. prosince 1927)
  - Dario Fo, italský dramatik, divadelní režisér, skladatel a výtvarník, nositel Nobelovy ceny (* 24. března 1926)
- 2018 – Annapurna Devi, indická hráčka na surbahar (* 23. dubna 1927)
- 2023 – Louise Glücková, americká básnířka a esejistka, nositelka Nobelovy ceny za literaturu (* 22. dubna 1943)

## Svátky

### Česko
- Renata, Renáta
- Bivoj
- Edgar
- Geralda, Geraldina
- Koloman
- Zvonimír, Zvonimíra

Katolický kalendář
- Svatý Eduard vyznavač
- Svatý Gerald z Aurillacu

### Svět
- Mezinárodní den za omezení katastrof
- Den bez podprsenky ((National) No Bra Day)
- Burundi: Národní den hrdinů
- Kanada: Thanksgiving (je-li pondělí)
- USA: Kolumbus day (je-li pondělí)
- Portoriko: Den přátelství (je-li pondělí)
- Havaj: Den objevení (je-li pondělí)
- Samoa: Bílá neděle (je-li druhá neděle v měsíci)
- Ázerbájdžán: Den železnice
- Japonsko: Doi Taikomatsuri

| 13. říjen v pražském KlementinuÚdaje jsou platné k 8. 7. 2025. | 13. říjen v pražském KlementinuÚdaje jsou platné k 8. 7. 2025. | 13. říjen v pražském KlementinuÚdaje jsou platné k 8. 7. 2025. |
| minimum                                                        | denní průměr                                                   | maximum                                                        |
| -------------------------------------------------------------- | -------------------------------------------------------------- | -------------------------------------------------------------- |
| 0,2 °C (1992)                                                  | 11,5 °C (od 1961)                                              | 25,5 °C (2023)                                                 |